# Rossija (1896)
Rossija byl pancéřový křižník ruského carského námořnictva. Ve službě byl v letech 1897–1922. Nasazen byl jak v rusko-japonské válce, tak v první světové válce. Po vyřazení byl sešrotován.

## Stavba

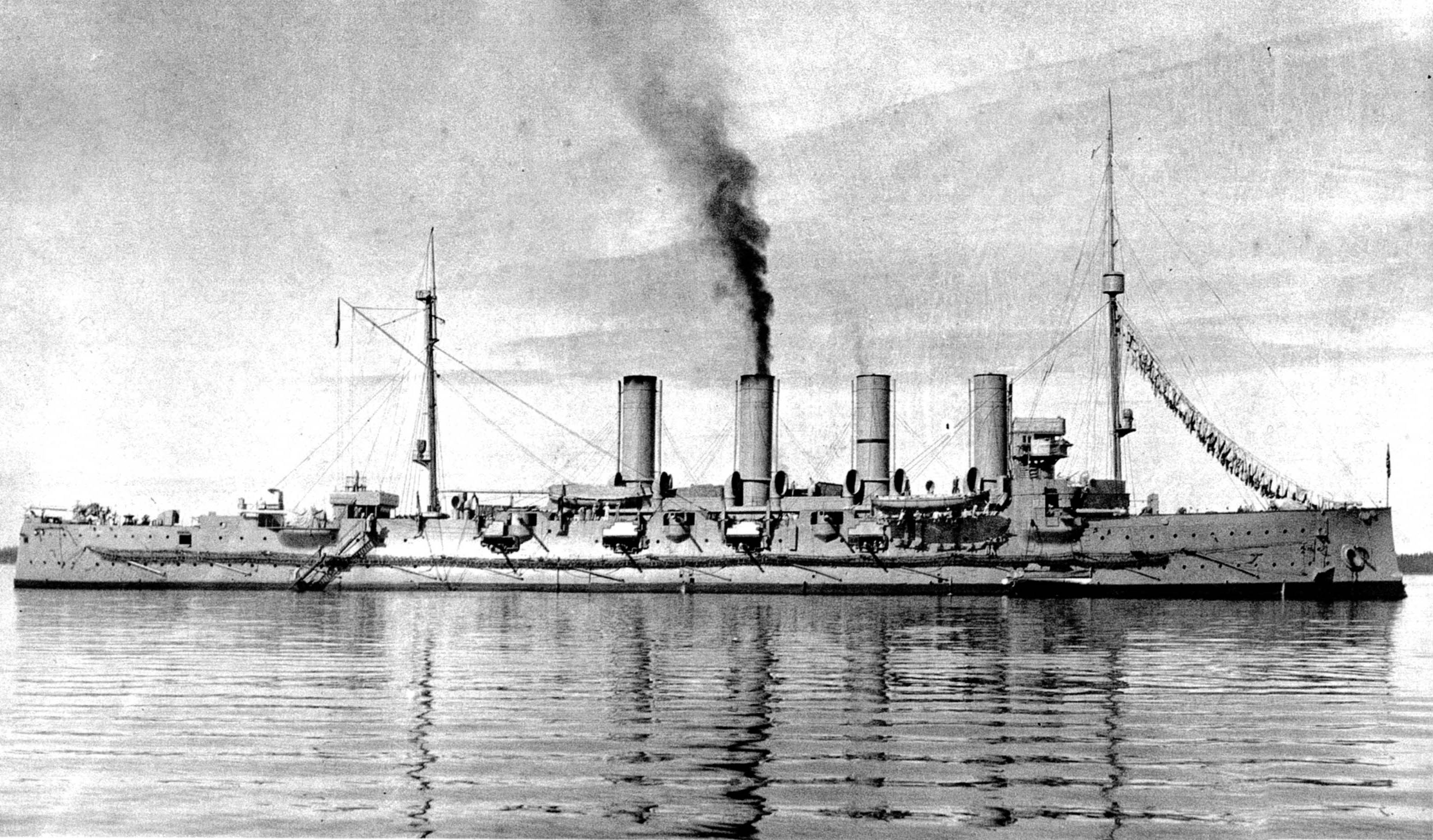
Rossija

Konstrukčně navazoval na předcházející křižníky s dlouhým dosahem Rossija a Gromoboj. Postavila jej ruská loděnice v Petrohradu. Stavba byla zahájena 1895, na vodu byl spuštěn 12. května 1896 a do služby byl uveden 25. září 1897.

## Konstrukce
Křižník byl vyzbrojen čtyřmi 203mm kanóny, šestnácti 152mm kanóny, dvanácti 75mm kanóny, dvaceti 47mm kanóny, osmnácti 37mm kanóny a pěti 381mm torpédomety. Pohonný systém měl výkon 17 000 hp. Skládal se ze tří parních strojů s trojnásobnou expanzí a 32 kotlů Belleville, pohánějících tři lodní šrouby. Prostřední šroub sloužil pro plavbu ekonomickou rychlostí a při nejvyšší rychlosti byl odpojen a křižník poháněly pouze krajní šrouby. Nejvyšší rychlost dosahovala 19,7 uzlu. Dosah byl 7740 námořních mil při rychlosti 10 uzlů.

## Osudy

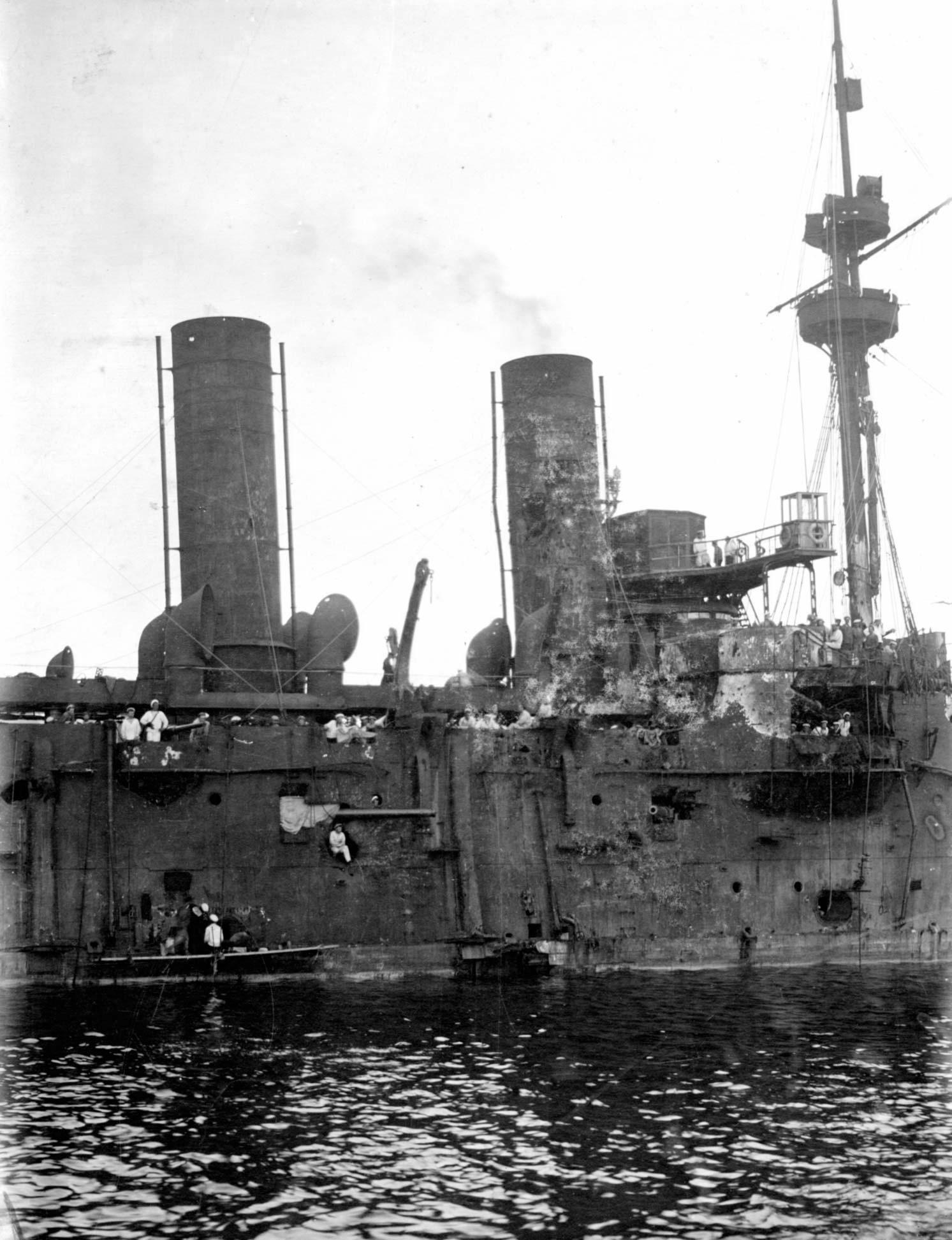
Rossija po bitvě u Ulsanu

Křižník Rossija se účastnil rusko-japonské války. Byl součástí eskadry operující z Vladivostoku, tvořené pancéřovými křižníky Gromoboj, Rossija, Rjurik a chráněným křižníkem Bogatyr. V srpnu 1904 byl poškozen v bitvě u Ulsanu. První světové války se účastnil v řadách baltského loďstva. Roku 1922 byl sešrotován.